# Balatonfüred

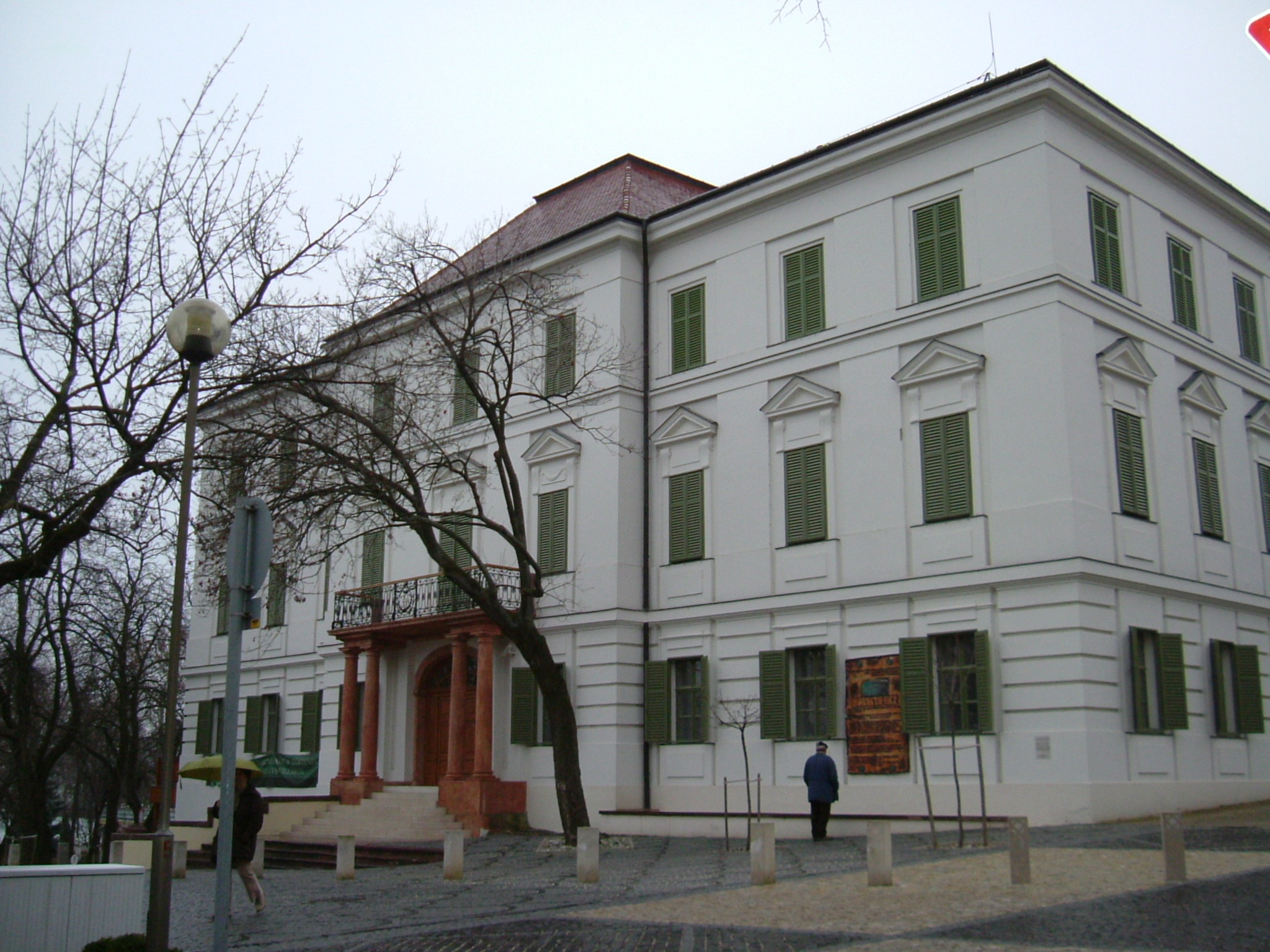
Het Horvath-Huis

Balatonfüred (Duits: Bad Plattensee) is een badplaats in Hongarije, hoofdplaats van het district Balatonfüred (Balatonfüredi járás), gelegen aan de noordoostelijke zijde van het Balatonmeer. De stad heeft ongeveer 13.300 inwoners en ligt op 18 km ten zuiden van Veszprém in het gelijknamige comitaat en op 4 km van het eveneens zuidelijk gelegen Csopak.
Balatonfüred kreeg voor het eerst bekendheid door de koolzuurhoudende bronnen en pas later door de ligging aan het meer. Balatonfüred of Füred zoals meestal wordt gezegd - de meest plaatsen aan het meer hebben immers Balaton voor hun naam - is de oudste, bekendste en meest internationale badplaats van Hongarije.
In 1971 verkreeg de stad de kwalificatie 'Eerste Kuur- en Badplaats van Hongarije'. Wat de stad nog aantrekkelijker maakt, is de gunstige ligging achter heuvels die bescherming bieden tegen de koude winden, de mooie omgeving en het feit dat het aantrekkelijke Tihany-schiereiland slechts enkele kilometers verwijderd ligt.
Vooral de brede baai tussen de stad en de oostelijke oever van Tihany geeft Balatonfüred een geheel eigen charme. Behalve de zeer vele badgasten komen er jaarlijks meer dan 10.000 mensen hier genezing zoeken. De meeste van hen zijn hartpatiënten.
Zij logeren in het Elisabeth-Sanatorium aan het György-tér, het Kuurplein. De stad bestaat zoals de meeste Balatonplaatsen uit twee delen; het oude dorp Füred op de heuvels van het Balaton-gebergte, en het nieuwere gedeelte aan de oever van het meer waar ook het eigenlijke vakantiedorp ligt, met hotels, villa's, kuurinrichtingen en de campings die iets verder weg gelegen zijn. De beide dorpen zijn nu met elkaar vergroeid.
De campings van Balatonfüred zijn drukbezocht, want blijkbaar kent iedereen alleen maar; "Balatonfüred aan het Balatonmeer", alhoewel andere campings, iets meer in het binnenland gelegen, rustiger gelegen zijn dan deze. In de zomermaanden staan de caravans en mobilehomes, buiten aan de campingmuur, soms dagenlang te wachten om een staanplaats.

## Gyógy-tér
De meeste monumenten liggen aan of in de buurt van het Gyógy-tér (Kuurplein). Met de oude huizen, de voormalige drinkhal van de Kossuth-Forrás (Kossuth-bron), de grote, oude bomen en het goed onderhouden park, dat tot aan de promenade bij het meer loopt, maakt dit plein een aardige indruk. In de 'drinkhal met de zuilen' - de Kossuth-bron - kon men vroeger het gezonde mineraalwater drinken.
Het plein wordt aan drie kanten door gebouwen omringd, in de eerste plaats door het reeds vermelde sanatorium voor hartpatiënten, genoemd naar de Oostenrijkse keizerin Elisabeth ("Sisi"), waar dagelijks een kleine duizend patiënten behandeld kunnen worden.
Eigenlijk is het een Staatsziekenhuis, maar het staat bekend als het "Hartpatiëntenhuis". Behalve de Hongaren maken ook veel Duitsers en Oostenrijkers er gebruik van. In beide landen worden de kosten geheel of gedeeltelijk vergoed door de ziektekostenverzekering.
Verder ligt aan het plein het sanatorium, waar in 1831 het eerste Westhongaarse theater werd opgericht. Ook nu nog vinden er in de feestzaal van het sanatorium voorstellingen en congressen plaats, evenals het beroemde Anna-bal dat ieder jaar op 26 juli wordt gehouden.
Ieder meisje of vrouw die Anna, Annie of An heet, ook als is ze buitenlandse, is zeker van harte welkom.
Aan de derde zijde van het plein staat het Horvath-huis, in laat-barokstijl. Het is in 1798 door de familie Horvath gebouwd.
Hier werd in 1825 het eerste Anna-bal gehouden, ter ere van hun dochter Anna Horvath. Aan de open zijde van het plein begint het park dat eindigt bij de oeverpromenade, die over een afstand van één kilometer langs het meer loopt en eindigt bij het Annabella-hotel.
De wandelweg is omzoomd door rijen platanen en vele zitbanken.
Het park en de promenade werden Tagore-Sétany genoemd, naar de Indische dichter die hier in 1926 verbleef.
Aan het eind staan twee beelden die de oudste beroepen aan het meer uitbeelden: 'Visser' en 'Veerman'.
In die tijd van Kossuth en Széchenyi was deze plaats ook een intellectueel trefpunt voor politici, schrijvers, dichters, acteurs en journalisten.
Vanaf het Kuurplein loopt in westelijke richting de Blaha Lujza utca. De straat werd genoemd naar een beroemde Hongaarse zangeres en actrice, die het huis op nº 4 in classicistische stijl liet bouwen (omstreeks 1900). Aan deze straat ligt een oude apotheek (1782), die nu in gebruik is als lunchroom, de Kedves Cukrászda (1795).
Aan het eind van de straat, vanaf het plein gezien, ligt de classicistische kerk Kerek Templom ('Ronde Kerk'), met een cassettenplafond. Links ligt de haven, waar het altijd levendig is. Van hier kan men met de vele bootdiensten talrijke plaatsen aan het meer bezoeken.
In het oude deel van de stad, in de Kossuth Lajos utca, staat de protestantse kerk in classicistische stijl, met in de buurt een oude watermolen. In de Siske utca zijn nog enkele oude boerenwoningen te zien. Naast het station ligt een heel grote wijnkelder, waar meer dan 10.000 hl wijn opgeslagen kan worden. De muren zijn verfraaid met taferelen uit de wijnbouw.
Het zes verdiepingen hoge Annabella-hotel ligt richting Balatonmarács en in de richting van Tihany staat het twaalf verdiepingen hoge Marina-hotel met 300 tweepersoonskamers. Aan deze zijde van de stad is ook een luxe-camping die 3000 mensen kan herbergen.
Tegenover het hotel gaat een smalle weg landinwaarts.
Op een tweesprong kan men kiezen, beide wegen leiden naar csárdas-restaurants (csárda-étterem) met een goede keuken: Baricska-Csárda en Hordó-Csárda.

## Sport
Balatonfüred was op 8 mei 2022 finishplaats van de derde etappe van de wielerkoers Ronde van Italië. De in Kaposvár gestartte etappe werd gewonnen door de Brit Mark Cavendish.

## Stedenband
Balatonfüred was een partnergemeente van:
- Castricum (Nederland), sinds 1989 tot en met 2011

## Geboren in Balatonfüred
- Zoltán Horváth (1937-2025), schermer